# Alle Jahre wieder
Alle Jahre wieder é um filme dramático alemão de 1967, dirigido por Ulrich Schamoni e estrelado por Ulla Jacobsson, Sabine Sinjen e Johannes Schaaf. O filme ganhou três prêmios no Deutscher Filmpreis. Foi inscrito no Festival Internacional de Cinema de Berlim 1967, onde ganhou o Grande Prêmio do Júri.

## Elenco
- Ulla Jacobsson como Lore Lücke
- Sabine Sinjen como Inge Deitert
- Hans Dieter Schwarze como Hannes Lücke
- Johannes Schaaf como Spezie
- Hans Posegga como Dr. Meneke
- Hertha Burmeister como Sra. Hannes
- Werner Schwier como Werner
- Lutz Arenz como Lutz
- Helmut Ludwig como Gerd
- Peter Sabinski como Peter
- Harald Zimmer como Harald
- Helmut Müller como Helmut